# Jean Baptiste François René Koehler
Jean Baptiste François René Koehler, född 7 mars 1860 i Saint-Die, död 19 april 1931 i Lyon, var en fransk zoolog.
Koehler undervisade vid universitetet i Lyon och hans arbete var huvudsakligen inriktat på gråsuggor och tagghudingar.